# 찰스 코크

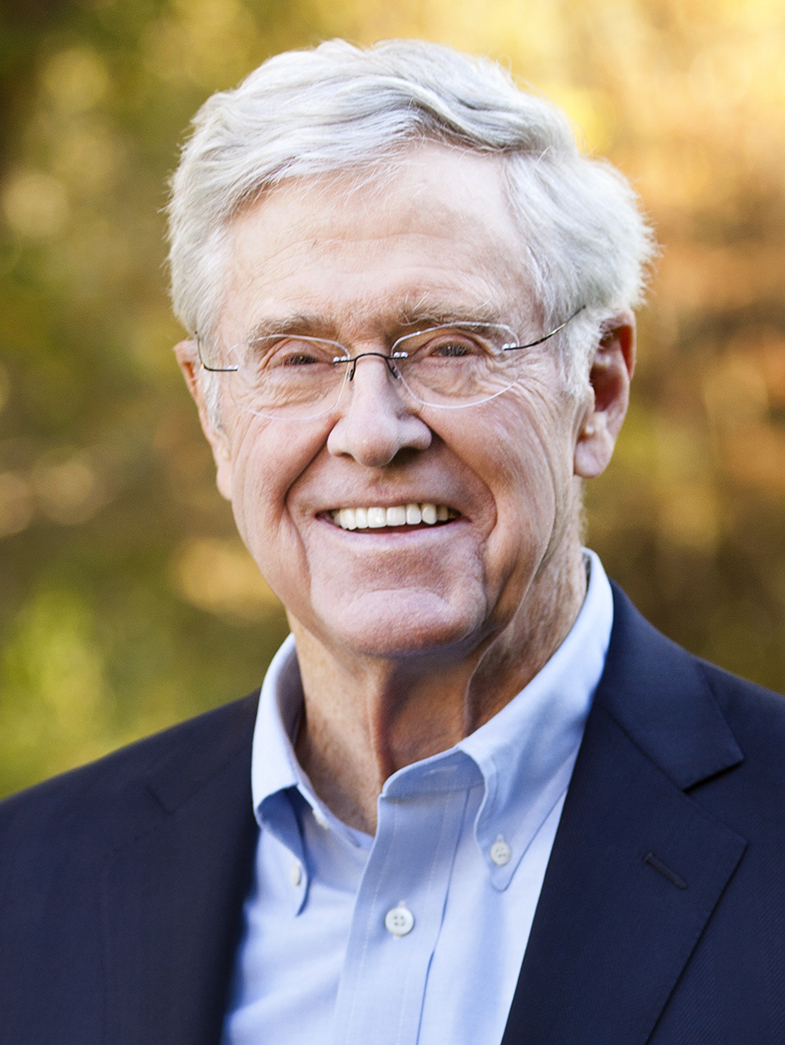
2019년 모습

찰스 코크(Charles Koch, 본명: Charles de Ganahl Koch(/koʊk/ KOHK, 1935년 11월 1일 ~ )는 미국의 억만장자 사업가이다. 2023년 6월 현재 그는 블룸버그 억만장자 지수에서 세계 20번째로 부유한 사람으로 선정되었으며, 순자산 추정액은 620억 달러이다. 코크는 1967년부터 코크 인더스트리즈의 공동 소유주, 회장, 최고경영자(CEO)로 재직했으며, 고인이 된 그의 형인 데이비드 코크는 부사장을 역임했다. 찰스와 데이비드는 각각 대기업 지분의 42%를 소유했다. 형제들은 아버지 프레드 C. 코크(Fred C. Koch)로부터 사업을 물려받은 후 사업을 확장했다. 포브스에 따르면 코크 인더스트리즈는 미국에서 수익 기준으로 가장 큰 비상장 기업이다.
코크는 또한 여러 자유주의 싱크탱크를 지원한다. 그는 또한 공화당과 후보자, 자유주의 단체, 다양한 자선 및 문화 기관에 기여하고 있다. 그는 워싱턴 D.C.에 기반을 둔 카토 인스티튜트(Cato Institute)를 공동 창립했다. 그의 형과 함께 코흐는 환경 규제에 반대하기 위해 로비 활동을 하는 싱크탱크의 중요한 자금 제공자였다. 코크는 자신의 비즈니스 철학을 자세히 설명하는 네 권의 책을 출판했다.(The Science of Success(2007), Market Based Management, Good Profit(2015), Believe in People(2020))

## 같이 보기
- 세계 부자 순위